# 诺伍德 (科罗拉多州)
诺伍德（英語：Norwood），是美国科罗拉多州圣米格尔县下属的一座城市。建市于1903年8月20日，面积大约为0.292平方英里（0.755平方公里）。根据2010年美国人口普查，该市有人口518人。2011年估计该市有人口526人，相比2010年人口增长率为1.54%。同时，论人口该市是科罗拉多州第192大城市。